# Assolo (miniserie televisiva)
Assolo (Solos) è una miniserie televisiva antologica del 2021 creata da David Weil.

## Trama
Una giovane fisica è ossessionata dal viaggio nel tempo, perché la madre è affetta da una malattia incurabile nel presente. Un uomo incontra la propria copia. Una anziana partecipa a un viaggio spaziale sperimentale e ritrova se stessa. Una donna si rifiuta di lasciare casa perché non crede che il pericolo esterno sia cessato. Un'altra donna, apparentemente molto inebriata, racconta cosa le è successo. Una madre partorisce un figlio straordinario ma pure inquietante. Un uomo cerca di estrarre memorie da un anziano, che ne ha accumulate così tante da perdere la propria identità.

## Produzione
Il progetto viene annunciato nell'ottobre 2020.
Le riprese della miniserie, svolte in California, sono iniziate il 9 ottobre e terminate il 19 novembre 2020.

## Promozione
Il primo trailer della miniserie è stato diffuso il 10 maggio 2021.

## Distribuzione
La miniserie è stata distribuita su Prime Video a partire dal 21 maggio 2021.